# Domingos Soares (Administrator)

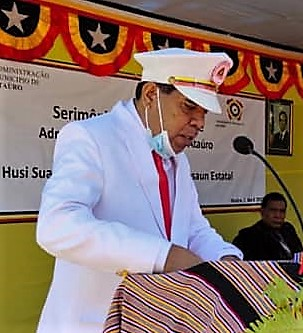
Domingos Soares (2022)

Domingos Soares (* 17. Juli 1972 in Portugiesisch-Timor) ist ein osttimoresischer Verwaltungsbeamter. Von 2022 bis 2024 war er der erste Administrator der erst kurz zuvor geschaffenen Gemeinde Atauro.
Soares erhielt in Indonesien und Neuseeland seine Ausbildung. Bis 2022 arbeitete er als Planungs- und Koordinierungsberater für die Organisation PARTISIPA, die an der Entwicklung von Jahresplänen für Gemeinden beteiligt ist. Am 9. März 2022 wurde der damals 50-Jährige von der Regierung Osttimors als erster Administrator Atauros nominiert. Die Insel war erst zum 1. Januar von Dili als eigenständige Gemeinde abgetrennt worden. Am 1. April 2022 erfolgte die offizielle Ernennung und Vereidigung von Soares, zunächst für eine Amtszeit von drei Jahren, doch bereits am 29. Januar 2024 ernannte die neue Zentralregierung Mateus Belo zum neuen Präsidenten der Verwaltungsbehörde (Presidente da Autoridade Administrativa ).